# Попов, Георгий (футболист)
Георгий Попов (болг. Георги Димитров Попов (Тумби); 14 июля 1944, Пловдив — 9 марта 2024, Пловдив) — болгарский футболист, игравший на позиции правого крайнего нападающего. Заслуженный мастер спорта Болгарии (1965).

## Биография
Воспитанник детско-юношеской школы клуба «Марица». Имел третий разряд гимнаста. В 1961 году перешёл в «Ботев». За «Ботев» (команда также называлась «Тракия») провёл всю клубную карьеру. В высшей болгарской лиге провёл 308 матчей, забил 83 мяча, в кубке страны — 50 матчей, 15 голов. Сыграл в 2 матчах Кубка чемпионов, забил гол в ворота бухарестского «Рапида». В еврокубках принимал участие также в матчах Кубка Ярмарок (1968/69 — 2 матча, 1 гол, 1970/71 — 2 матча) и Кубка кубков 1962/63 (6 матчей, 2 гола).
Участник чемпионата мира 1970 года в составе национальной сборной Болгарии, сыграл в 2 матчах финального турнира в Мексике против Перу (2:3) и Марокко (1:1), а также в 2 матчах отборочного турнира. Также играл в отборочном турнире чемпионата Европы 1968 года, в котором сборная Болгарии заняла 1-е место в группе, а в 1/4 финала, за выход на финальный турнир, уступила итальянцам (3:2, 0:2). Всего за сборную Болгарии сыграл 22 матча.
Один из самых быстрых футболистов в истории болгарского футбола — пробегал 100 метров за 11 секунд.
После окончания игровой карьеры работал тренером в ДЮСШ имени Ботева, с 5 ноября 1996 по 10 сентября 1997 года — главный тренер «Ботева».
Умер 9 марта 2024 года в возрасте 79 лет.

## Достижения
- Чемпион Болгарии: 1966/67
- Вице-чемпион Болгарии: 1962/63
- Обладатель Кубка Болгарии: 1961/62
- Обладатель Балканского кубка: 1972